# Sido Luhur
Sido Luhur is een bestuurslaag in het regentschap Seluma van de provincie Bengkulu, Indonesië. Sido Luhur telt 1668 inwoners (volkstelling 2010).